# Хоанг Тиен Нга
Хоанг Тиен Нга (на виетнамски: Hoàng Thiên Nga) е виетнамска поп и рок певица. Нейният артистичен псевдоним е Дженифър Тиен Нга. Наричана е от публиката и „Ангел на мечтите“.

## Биография
Хоанг е родена през 2009 г. в град Хо Ши Мин. На дванадесетгодишна възраст вече говори свободно три чужди езика: английски, френски, латински и умее да свири на пет музикални инструмента: китара, орган, цигулка, барабани и пиано. До четиригодишна възраст не умее да говори до момента, в който майка ѝ Дай Транг и купува таблет с надеждата, че детето ще стане по-активно.
Въпреки че е родена в семейството на бизнесмени, които искат детето им да ги последва в семейния бизнес, те не устояват на правилото „професията избира човека“ и на шест години детето вече има изпълнения в професионалните и благотворителни изяви на майка си в Сайгон. През 2019 г. тя организира първото си шоу на живо, наречено Angels and Dreams с участието на много известни артисти във Виетнам като художника Чи Тай, певците Джао Лин и Куанг Ха и други знаменитости. След тези изяви тя е поканена за гастроли в някои европейски страни, по времето на които става запознанството и с международно признатия певец Банг Кийу, също от Виетнам, на когото приема да стане осиновена дъщеря.
По време на епидемията от COVID-19 Тиен Нга не отива да свири, а остава у дома, за да продължи учението си, да подобри знанията си и да практикува музикалните си дарби. Благодарение на усилията си през октомври 2020 г. тя издържа с отличие специалността по цигулка в музикалната консерватория в град Хо Ши Мин, 9-годишна програма за средно ниво с резултат 26,5.

## Обществена дейност
През 2018 г. Хоанг Тиен взима 3-месечен летен курс в Huntington Beach School of Music Academy в Калифорния, след което е удостоена със званието „Посланик на състрадателното сърце“ на Виетнамската асоциация за защита на хората с увреждания и сираците (на английски: Compassionate Heart Ambassador of Vietnam).

## Награди
- Топ 6 на The Voice Kids 2018
- Шампион на Hear Me Sing 2020

## Дискография
- Nang Co Con Xuan (2020) EP
- Tuyet Roi (2020) EP